# Personnages de Mad Men

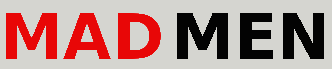
Logo de Mad Men (générique).

Cet article présente les personnages de la série télévisée Mad Men.

## Personnages principaux

### Don Draper

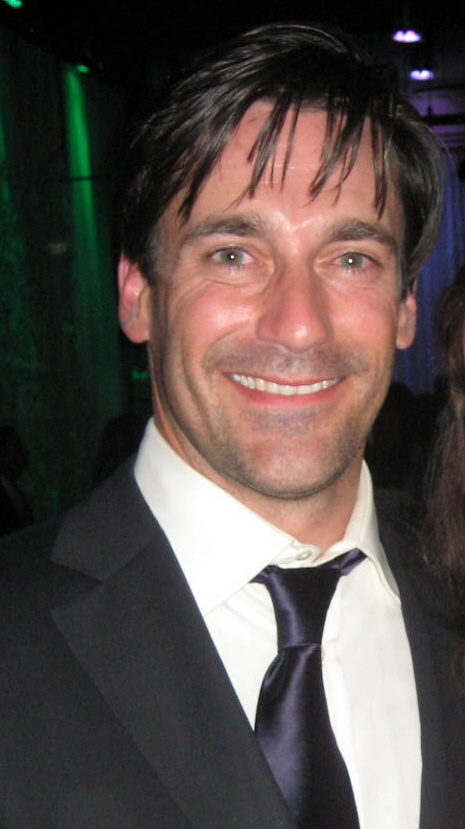
Jon Hamm

Interprété par Jon Hamm (VF : Bruno Choël)
Donald Francis "Don" Draper est le directeur créatif de l'agence de publicité Sterling Cooper, et deviendra finalement un partenaire junior. Draper est le protagoniste principal de la série, et la majorité des intrigues le concernent.

### Peggy Olson

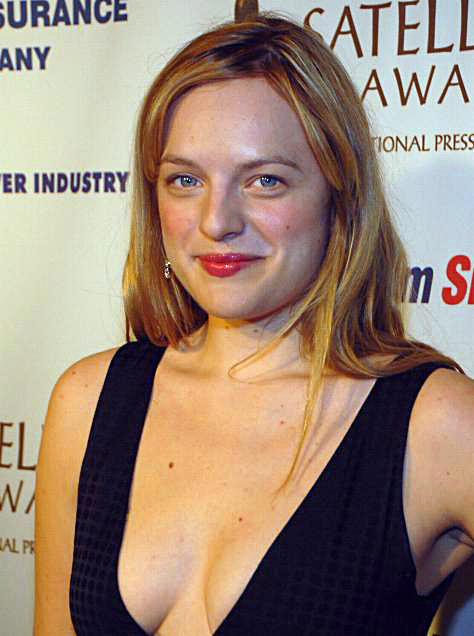
Elisabeth Moss

Interprétée par Elisabeth Moss (VF : Anne Dolan)
Margaret "Peggy" Olson, est présentée dans le premier épisode comme la nouvelle secrétaire en apparence naïve de Don Draper. Les créatifs de Sterling Cooper découvrent toutefois au cours de la saison 1 qu'elle possède un certain talent pour la publicité et un esprit d'initiative, un peu comparable aux intuitions de Draper pour déchiffrer l'esprit des consommateurs. Découverte par Freddy Rumsen, après un groupe de travail sur les rouges à lèvres de la marque Belle Jolie, Peggy devient la première femme rédactrice depuis la guerre, et doit faire sa place parmi ses collègues masculins, dans un monde du travail encore très sexiste. Elle est d'une nature très réservée, mais son talent est véhiculé par une détermination tranquille à réussir et une attitude responsable et utilitariste envers ses collègues. Don Draper la considère difficilement comme une égale des hommes et, bien qu'il puisse l'encourager à certains moments, il est souvent froid et cassant envers elle, lui rappelant à plusieurs reprises qu'elle n'était auparavant que sa secrétaire.
Le soir de son premier jour, Pete Campbell, devant se marier le lendemain, se présente chez elle pour leur première rencontre sexuelle. Une fois marié, il fait preuve d'une certaine violence psychologique envers elle, alternant les compliments et les remarques blessantes. À la fin de la saison 1, on apprend qu'elle porte en fait son enfant, qu'elle abandonnera après la naissance, elle-même victime de déni de grossesse.
En raison de ses succès professionnels, Draper lui donne une augmentation et l'intègre à son équipe de créatifs, attisant la jalousie des hommes, et réussissant même à obtenir un bureau personnel à la fin de la saison 2, en raison du départ forcé de Freddy Rumsen. Elle habite alors à Brooklyn, près de sa famille, et va à la messe avec sa mère et sa sœur aînée Anita. Elle y rencontre le Père Gill, jeune prêtre en visite, à qui elle fait bénéficier de ses talents de communication pour l'écriture de ses sermons ou pour les œuvres sociales de l'Église. Celui-ci, ayant appris par Anita la grossesse de Peggy, la convainc de le révéler à Pete, ce qu'elle fera à la fin de la saison après que celui-ci lui a fait une déclaration.
Au début de la saison 3, on apprend que son nom est d'origine norvégienne. Au cours de la saison, elle sera contactée par Duck Philipps qui souhaite la débaucher elle et Pete. Elle commence une relation avec lui, mais décide de ne pas le rejoindre. À la fin de la saison, Draper la convoque pour lui annoncer qu'elle devra se libérer pour les aider à organiser l'évasion des bureaux. Peggy se rebelle en lui indiquant qu'elle a reçu des propositions d'autres agences et qu'il a tort de tenir pour acquis qu'elle s'exécute à chaque fois qu'il lui ordonne quelque chose. Plus tard, Draper se présente chez elle et lui explique qu'il a eu tort de la considérer ainsi, la considérant comme un « double de [lui]-même ». Elle accepte finalement de les aider à rebâtir la nouvelle agence Sterling Cooper Draper Pryce, où elle prend la tête des créatifs de l'agence, sous les ordres de Draper. Elle commence à pâtir du manque de reconnaissance de son supérieur, mais celui-ci lui renouvellera sa confiance en lui révélant une partie de son passé au cours de la 4e saison.
Peggy a du mal à travailler et à s'imposer avec sa nouvelle équipe de créa. Tout au long de la 5e saison, elle continue de souffrir du manque de reconnaissance de Don et de ses collègues notamment lorsqu'elle est volontairement mise à l'écart des travaux pour Jaguar. Elle en discutera avec son précédent mentor, Freddy, qui va lui conseiller de se tourner vers d'autres agences qui sont prêtes à débourser plus pour son talent. Après un entretien avec l'ancien rival de Don, Ted Chaough, elle lui présente sa démission dans l'épisode 11. Tout d'abord il n'y croit pas, pensant à un chantage pour obtenir plus. Mais il finit par comprendre et la laisse partir. Leur relation n'est pas pour autant détruite, Don ayant réalisé que Peggy a pris son envol. Dans cette même saison, Peggy entretient une relation qui dure avec Abe mais celui-ci finit par lui reprocher de ne pas être assez disponible. Un jour, il l'invite au restaurant et Peggy pense qu'il va rompre. Elle en parle à Joan qui lui fait comprendre qu'on n'invite pas une femme au restaurant pour la quitter mais pour l'épouser. Peggy semble très émue et s'y rend toute souriante et apprêtée. Elle est très déçue quand Abe lui propose non pas de se marier mais d'emménager ensemble. Joan lui remontera le moral en la félicitant pour cette excellente nouvelle et Peggy décide alors d'assumer. Pour cela, elle invite sa mère à dîner et ils annoncent leur emménagement commun. Sa mère, très croyante, prendra extrêmement mal la nouvelle.
Dans sa nouvelle agence, Peggy dirige une petite équipe de créatifs qui manque de motivation et de talent. En parallèle, elle décide d'avancer et cherche à acheter un appartement seule mais pour y vivre avec Abe. Elle porte son choix sur l'Upper East Side mais découvre qu'Abe n'aime pas ce quartier. Il pense que le Nord serait une meilleure affaire car le quartier est en plein essor, les appartements sont peu chers et ils peuvent faire les travaux eux-mêmes. Elle décide de l'écouter et achète un appartement là-bas, mais le quartier est mal famé, les voisins bruyants, et les travaux n'en finissent pas. Au milieu de la saison 6, son nouveau patron Ted décide de fusionner avec Don pour créer une seule et même agence. Elle réintègrera donc ses anciens bureaux et retrouvera ses anciens collègues. Ted semble avoir des sentiments pour elle et un soir il l'embrasse. Peggy découvre alors qu'elle aussi ressent quelque chose mais ils en restent là, étant chacun pris. La vie à l'appartement est de plus en plus difficile, Abe se fait agresser au couteau, ils reçoivent des jets de pierre, les voisins sont cambriolés... Une nuit, Peggy entend du bruit et craignant un cambriolage, elle poignarde par inadvertance son compagnon. Sur le chemin de l'ambulance, il rompt avec elle. Elle l'annonce à Ted, mais il n'a pas la réaction espérée. Un jour, la femme de Ted débarque à l'agence avec les enfants. Jalouse, Peggy décide de provoquer Ted en s'habillant sexy et en annonçant un rencard. Ted en est soufflé et le soir il l'attend chez elle. Il lui révèle être amoureux, et ils couchent ensemble. Il lui annonce qu'il va quitter sa femme, qu'il ne veut pas vivre caché et Peggy lui dit qu'elle attendra pour qu'il fasse les choses bien. Mais le lendemain, Ted va voir Don et lui annonce vouloir le poste à Los Angeles pour s'éloigner de Peggy dont il est amoureux afin de préserver sa famille. Don lui laissera la place.
Dans la dernière saison, Peggy est sous les ordres de Lou à la suite de la mise à pied de Don. La situation se passe bien et l'équipe gère le depart de Don, qui ne manque pas non plus à Peggy. Néanmoins, Don sera réintégré au poste de créateur sous les ordres de Peggy et devant respecter un certain nombre de règles. Peggy va tenter de s'imposer face à Don, qui deviendra finalement coopératif. Ensemble, ils montent une campagne pour Burger Chef et Peggy le choisit pour la presentation. Mais la veille au soir, il apprend son licenciement et convainc Peggy de faire la presentation à sa place. Elle décroche le contrat. On apprend qu'elle a eu 30 ans au cours de l'année 69 et elle s'interroge sur elle-même et ses relations.

### Pete Campbell

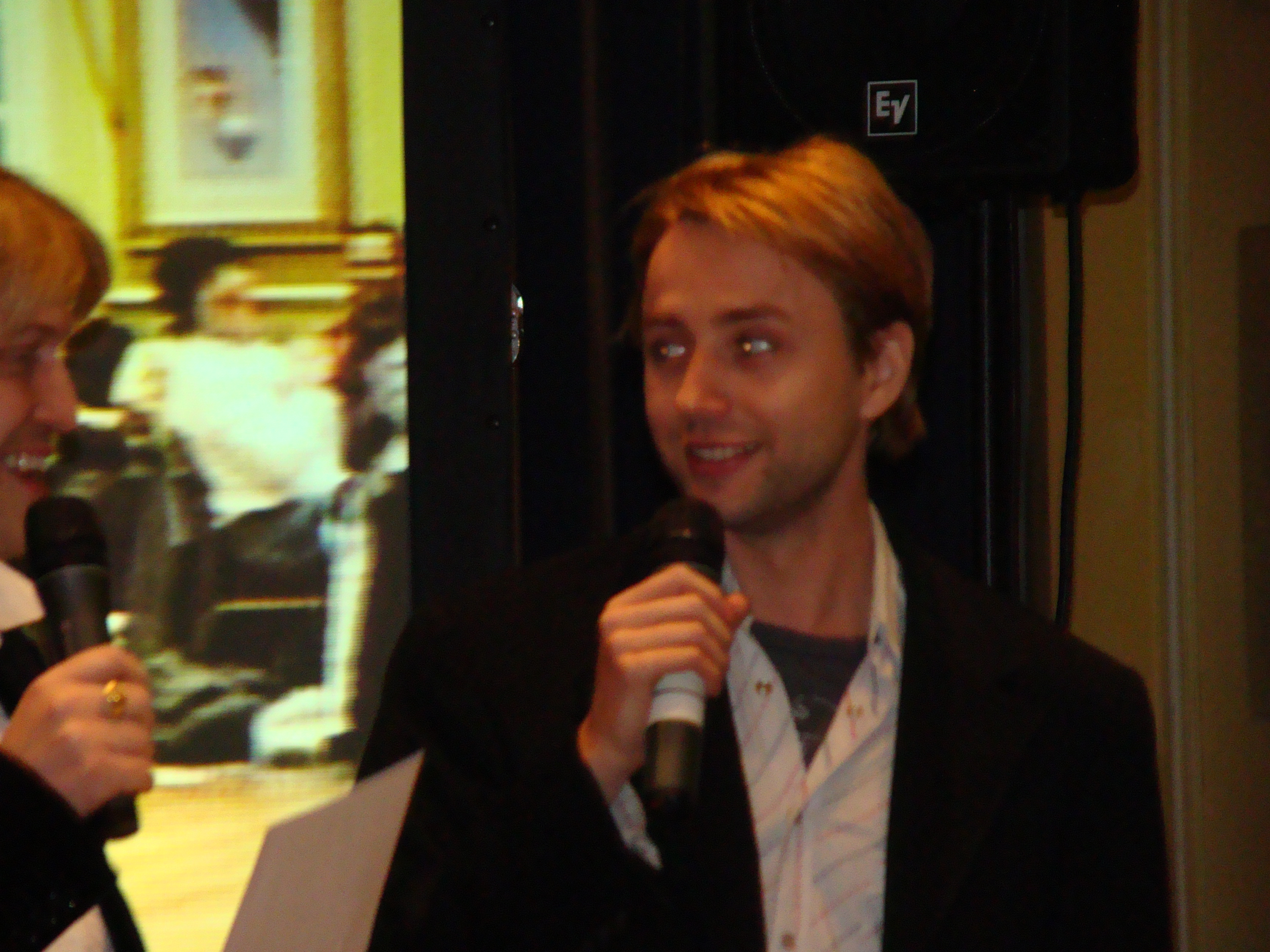
Vincent Kartheiser

Interprété par Vincent Kartheiser (VF : Yoann Sover)
Peter Dyckman "Pete" Campbell, diplômé de Deerfield Academy et de Dartmouth College, est un ambitieux jeune responsable des comptes clients de l'agence Sterling Cooper. Il n'est pas apprécié par ses supérieurs, mais bénéficie de l'influence de sa famille, socialement bien placée mais appauvrie, pour pouvoir rester en place. Bien que Pete fasse preuve de talent dans son travail à plusieurs reprises, il est excessivement désireux d'avancer, et est disposé à utiliser des tactiques contraires à l'éthique pour y arriver. Il traite la plupart des femmes et des employés subalternes avec mépris, en particulier Peggy Olson et sa femme Trudy. Ses beaux-parents, famille riche de Manhattan, ont financé leur nouvel appartement en centre-ville, en contrepartie d'un enfant qu'il aurait avec Trudy. La veille de son mariage, il aura une liaison avec Peggy, nouvelle secrétaire de Don Draper. Regrettant son acte par la suite, il aura envers elle un comportement alternant méchanceté et compliments. Ils recoucheront à nouveau ensemble au bureau tôt le matin. Toujours dans la saison 1, il tente de faire chanter Don Draper pour avoir une promotion, menaçant de révéler sa véritable identité à Bert Cooper. Le stratagème échoue lorsque Cooper lui répond avec mépris « M. Campbell... On s'en fiche ».
Dans la saison 2, il s'associe en secret avec Duck Phillips dans son projet de faire racheter l'agence par les Britanniques, encore une fois rattrapé par la réalité lorsque Phillips est renvoyé. Pete tente de repousser l'échéance d'avoir un enfant, argumentant que son salaire est encore trop faible pour qu'ils puissent se le permettre. Cédant à la pression, il se met "au travail" mais l'enfant ne vient pas. Lorsqu'ils apprennent qu'ils ne peuvent concevoir, Trudy propose l'adoption, ce que Pete refuse catégoriquement, influencé par sa mère, récemment veuve à la suite d'un accident d'avion ayant coûté la vie à son père. Pete ignore alors que Peggy a porté et abandonné son enfant, chose qu'elle lui apprendra à la fin de la saison lorsque celui-ci lui fera une déclaration d'amour. Choqué, Pete va adopter un comportement plus froid envers elle.
Quand Lane Pryce nomme Ken Cosgrove au même poste que lui (directeur clientèle), Pete le prend très mal, sentiment qui empire avec le peu de succès que rencontrent ses idées de campagnes alors que Cosgrove se montre brillant. Il envisage alors de quitter l'agence, mais est rattrapé par Don et Roger qui lui proposent de participer à la création de Sterling Cooper Draper Pryce, où il se retrouve associé minoritaire et directeur clientèle. Pete semble s'être réconcilié avec Peggy.
Sa femme Trudy finira par tomber enceinte dans la saison 4 et ils auront une fille appelée Tammy. Il prendra très mal la venue de Cosgrove dans la firme, malgré les difficultés financières de l'entreprise.
Dans la saison 5, la famille Campbell a déménagé pour vivre à la campagne et Pete prend le train pour venir en ville. Il n'a pas l'air heureux de cette situation et prend des cours de conduite. Au travail, il se sent sous-estimé du fait d'un petit bureau sans fenêtre et réclame le bureau de Roger. Il finit par obtenir celui d'Harry mais son ambition démesurée et son caractère arrogant en font un homme peu apprécié par les autres associés. Lane pense avoir déniché un client potentiel et Pete estime qu'il est trop long à le faire signer car il est mauvais dans ce rôle. Une soirée est donc organisée entre le client, Don, Roger et Pete. Le client annonce avoir la volonté de bien s'entendre avec sa future agence et une soirée est organisée dans un bordel connu de Roger. Tous sauf Don vont alors tromper leurs femmes respectives avec une prostituée. Pete, ivre, reproche à Don son attitude méprisante envers lui alors qu'il a un passé douteux. Mais le lendemain, le client annonce qu'il ne signera pas car il s'est fait attraper par sa femme. Lane est outré de découvrir ce que ses collègues ont fait avec le client, qui est aussi un ami. Les deux hommes s'emportent et en viennent aux mains, Pete termine la figure en sang. Personne n'est intervenu pour le défendre. Il justifiera son visage à Trudy par un accident de voiture et argumentera que les trajets sont trop longs pour lui et qu'il lui faudrait un appartement en ville, ce que Trudy refuse. En parallèle, Pete discute tous les matins avec un autre passager du train. Il découvre que celui-ci est marié mais qu'il a pris un appartement en centre-ville et découche régulièrement pour voir d'autres femmes. Un soir alors qu'il sort du train, la femme du passager l'attend en vain et Pete propose de la raccompagner. Une fois chez elle, ils sont attirés et font l'amour. Pete tombe fou amoureux de cette femme et fera tout pour la revoir, mais elle repoussera ses avances. À la fin de la saison, elle entrera en contact avec lui pour annoncer qu'elle va subir une lobotomie pour soigner sa dépression et qu'elle risque donc de l'oublier. Ils partagent une dernière nuit ensemble. Pete viendra la voir à l'hôpital et se rendra compte qu'en effet, elle l'a oublié. Il en sera très affecté et lorsque le mari de cette dernière aura encore des propos irrespectueux envers elle dans le train, ils en viendront aux mains. Pete se battra aussi avec les agents du train qui l'expulsent. Lorsqu'il rentre enfin chez lui, une nouvelle fois le visage en sang, il justifiera un nouvel accident de voiture ce qui conduira Trudy à accepter qu'il prenne un petit appartement en ville.
Au début de la sixième saison, Pete drague une voisine lors d'un repas en couple à leur domicile. Il finit par l'inviter dans son appartement où ils entretiennent une liaison. Mais un soir, elle débarque chez eux le visage en sang, tabassée par son mari, qui hurle à Campbell que désormais c'est son problème. Trudy vient tout de suite en aide à la jeune femme puis la conduit à un hôtel. Le lendemain matin, elle informe Pete qu'elle n'est pas naïve et sait ce qu'il fait dans son appartement. Néanmoins, elle est très en colère car Pete ne prend plus la peine d'être discret et l'humilie publiquement en couchant avec une voisine. Elle le somme de quitter la maison. Les mois passent, Trudy et Pete font semblant d'être toujours ensemble mais en réalité Pete ne vient que le week-end pour voir la maison et Tammy. Un soir, Pete croise le père de Trudy accompagné d'une prostituée noire assez grosse dans un bordel. Il ne dit rien mais découvre plus tard que son beau-père a retiré tous ses contrats de l'agence. Furieux, Pete débarque à son bureau mais il se fait humilier. Pour se venger, il va tout raconter à Trudy qui le chasse, choquée.
La mère de Pete va tomber malade (Alzheimer) et viendra vivre dans le petit appartement de son fils. Finalement, sur les conseils de Bob, celui-ci va engager un homme pour s'occuper d'elle à temps plein. Perdant la raison, sa mère va tomber amoureuse de lui ce qui conduira Pete à le licencier. Mais sa mère, folle amoureuse, poursuit sa relation avec l'infirmier et pour le convaincre elle prétend être riche. L'homme décide alors de l'épouser, puis Pete apprend qu'elle a chuté d'un paquebot où ils effectuaient une croisière, les circonstances restant troubles. N'ayant plus d'attache à New York, étant séparé de Trudy et ne voyant jamais sa fille, Pete décide de partir avec Ted pour gérer le nouveau bureau de l'agence à Los Angeles.
La nouvelle vie de Pete se passe merveilleusement bien sous le soleil. Il fréquente régulièrement son agent immobilier et l'agence se porte bien. Un soir, il rencontre le gérant de Burger Chef et parvient à attirer le client. Il décide de retourner à New York et en profite pour voir Trudy et Tammy. Celle-ci ne le reconnait plus, et Trudy semble avoir refait sa vie. Pete ressent une pointe de jalousie de se voir ainsi écarté de la famille.

### Betty Draper

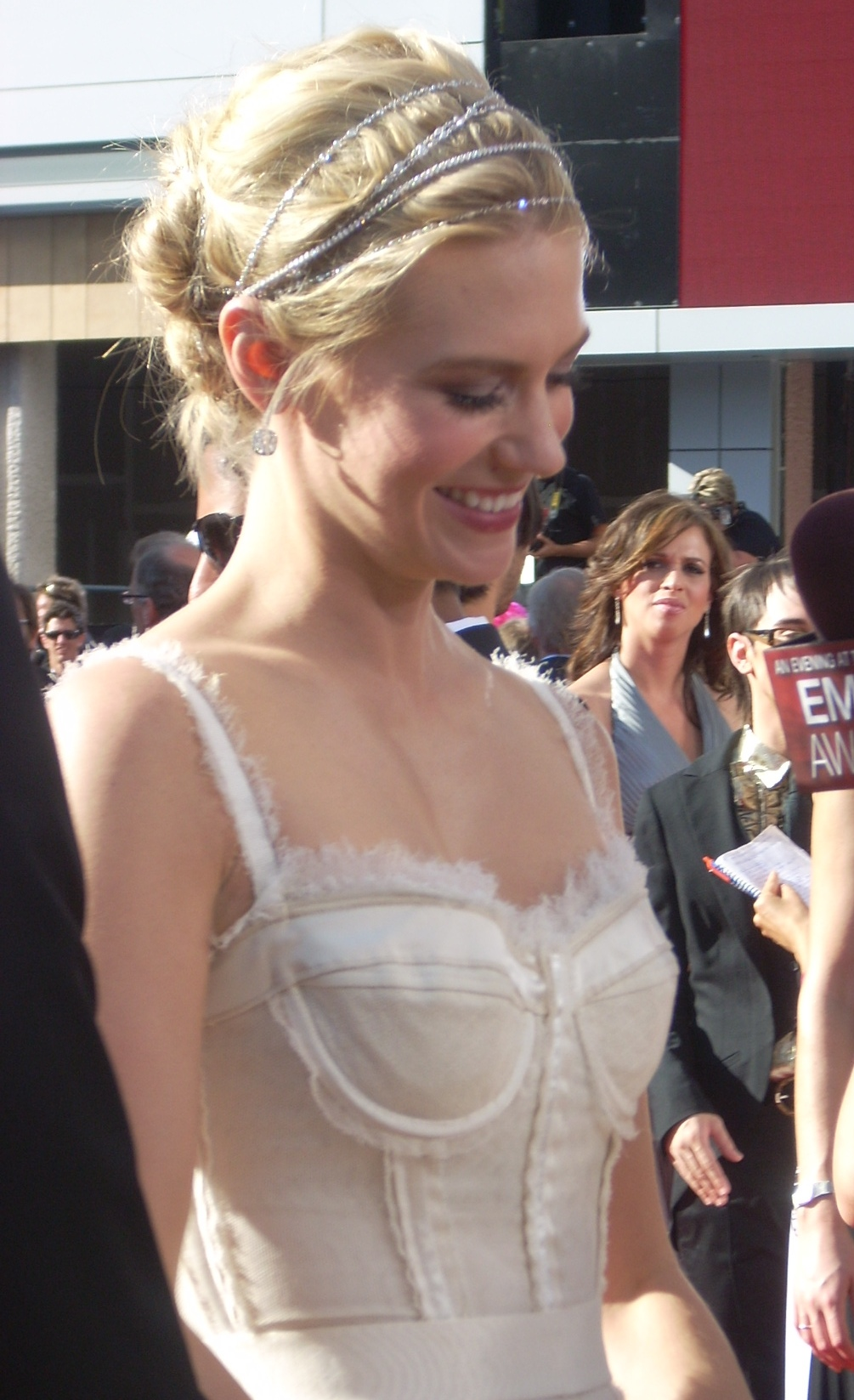
January Jones

Interprétée par January Jones (VF : Nathalie Karsenti)
Elizabeth "Betty" Draper (née Hofstadt) est l'épouse de Don Draper (qui l'appelle affectueusement « Birdy », à l'occasion) et mère de leurs trois enfants, Sally, Bobby et Gene. Elle correspond à l'image qu'on se fait de la femme au foyer américaine des années 1960, bien qu'ayant un passé professionnel (diplômée en anthropologie de Bryn Mawr et parlant italien couramment). Soucieuse de ses apparences, elle a toutefois des soucis d'angoisse, et voit un psychiatre dans la saison 1. De même que Don est en apparence la photo parfaite d'un homme d'affaires des années 1960, Betty semble être l'épouse modèle, mais à l'instar de son mari, elle exprime parfois des sentiments d'insatisfaction et de mécontentement de sa « vie parfaite ». Elle reste souvent seule, Don passant toutes ses journées, voire ses nuits en ville à travailler ou à voir d'autres femmes. Elle ne connaît pas la vérité sur la vie passée de Don et souhaite le voir plus présent et plus impliqué dans la vie de la maison, pour l'éducation des enfants.
Dans la saison 2, Jimmy Barrett lui fait comprendre que Don et sa propre femme Bobbie, ont une liaison. Betty, lassée des humiliations publiques et privées de Don, lui interdit de rentrer à la maison. C'est à ce moment-là qu'elle apprend que son père a fait plusieurs malaises, et le couple est contraint de rendre visite à la famille en feignant d'être une famille heureuse. Un soir, elle rejoindra même Don dans le lit et découvrira quelque temps après sa grossesse. Comme elle n'a toujours pas pardonné à Don, elle continue de vivre séparément et songe à avorter. À la fin de la saison, elle rencontre un homme dans un bar et ils ont un rapport sexuel. Le lendemain, elle invite Don à rentrer à nouveau et lui annonce qu'elle est enceinte.
Dans la saison 3, elle et son frère s'interrogent sur le devenir de leur père. Pour elle, Don propose à Gene de rester chez eux. Elle accueille alors son père un peu égaré chez elle pendant quelques semaines, jusqu'à sa mort accidentelle, peu avant la fin de sa grossesse. Elle nomme son fils Gene, en hommage à son père. Au cours d'une soirée, elle rencontre un adjoint du Gouverneur, Henry Francis, et, lorsqu'elle lui demande son aide pour une action citoyenne de conservation d'un réservoir, ils entament une relation non consommée. Ils se fréquentent secrètement et ils semblent attirés l'un par l'autre. Peu de temps après avoir accouché, elle découvre par hasard la véritable identité de Don, et semble lui pardonner jusqu'à ce que Henry Francis la demande en mariage par surprise. Après quoi elle se rend compte qu'elle n'aime plus son mari et l'informe qu'elle veut divorcer. Elle se remarie peu après avec Henry, et ils vivront dans la maison de Don avec les enfants. Le mariage bat rapidement de l'aile quand Henry réalise la place que Don prend encore dans la vie de Betty, à travers ses enfants et la maison. Ainsi, ils décident de déménager à la fin de la saison 4 pour reconstruire une nouvelle vie ailleurs. À cette occasion, Betty va aussi licencier Carla qui était la nounou des enfants depuis leur plus jeune âge. Don prend les enfants pour des vacances à cette occasion, et au retour il informe Betty qu'il va se remarier. Cette nouvelle a l'air de la contrarier mais elle tente de faire bonne figure.
Dans la saison 5, Betty prend énormément de poids ce qui l'amène à consulter un médecin. Il craint alors qu'elle soit atteinte d'un cancer de la thyroïde et tout le monde s'inquiète. Mais finalement sa tumeur était bénigne et Betty doit donc se résoudre à suivre un régime. Elle fera plusieurs fois preuve de jalousie envers la nouvelle femme de Don, et tentera de brouiller la bonne relation entre Sally et son père en révélant son passé (l'existence d'Anna).
Les relations entre Don et son ex femme vont s'apaiser par la suite. Leur fils Bobby va participer à une colonie en forêt, et Don va le rejoindre là-bas pour deux jours. Il tombe sur Betty, qui a perdu ses kilos et est redevenue la belle femme des débuts. Henry n'étant pas arrivé, ils passent la soirée ensemble à boire et discuter. Puis, Don va se montrer plus entreprenant et Betty ne le repousse pas. Ils passent la nuit ensemble. Le lendemain, Henry arrive et Betty agit comme si rien ne s'était passé. À la fin de la saison, Betty apprend que Sally est renvoyée de son pensionnat pour avoir acheté de l'alcool et pris une cuite. Elle appelle Don au milieu de la nuit, désespérée et ne comprenant pas pourquoi malgré sa bonne éducation Sally agit ainsi. Elle pense que c'est parce qu'elle est une enfant du divorce.
Dans la saison 7, Betty sera plusieurs fois en conflit avec son mari notamment car sa nouvelle fonction exige que les propos tenus par la famille doivent être maîtrisés. Ainsi, Betty ne peut plus dire ce qu'elle veut au cours des soirées. Elle a aussi l'impression que ses enfants ne l'aiment pas malgré l'éducation qu'elle leur donne.

### Joan Holloway

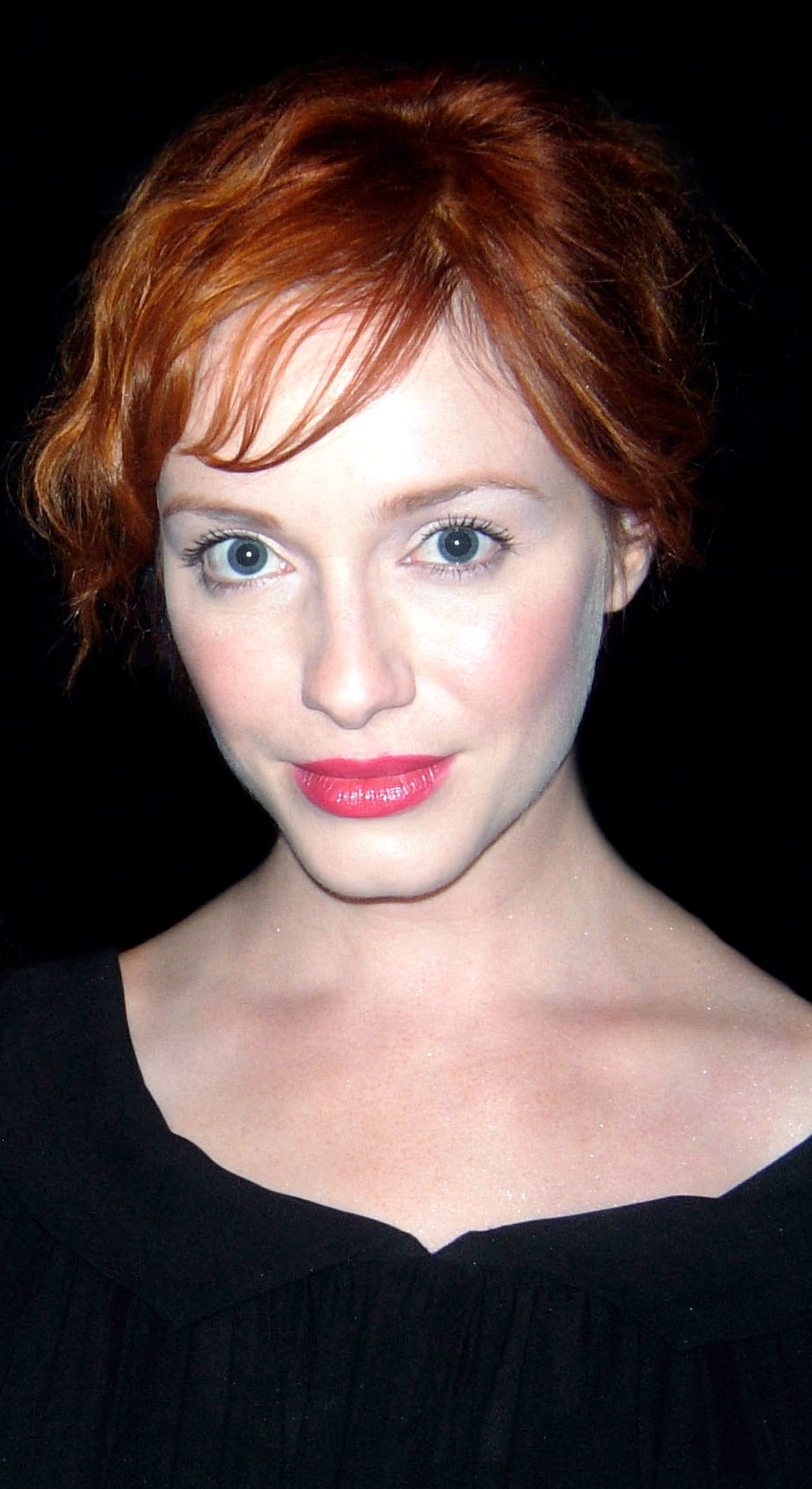
Christina Hendricks

Interprétée par Christina Hendricks (VF : Marine Jolivet)
Joan Holloway est chef de bureau à Sterling Cooper, elle gère les secrétaires et les affaires courantes de l'agence. Elle agit comme mentor professionnel et social, et parfois comme rivale, de Peggy Olson. Elle adore jouer le rôle de la femme fatale, déambulant avec grâce dans les bureaux et attirant les regards des hommes. Elle était engagée dans une relation avec Roger Sterling, avant sa crise cardiaque dans la saison 1. Contrairement à Peggy, elle ne cherche pas à accéder à un poste supérieur dans l'équipe des rédacteurs ou des créatifs, préférant utiliser son sex-appeal pour exercer un certain contrôle sur ses supérieurs masculins.
Elle rencontre un jeune médecin, Greg Harris, interne en chirurgie, et se fiance avec lui dans la saison 2. Celui-ci, malgré son statut de médecin sûr de lui, se sent menacé par les capacités de Joan vis-à-vis des hommes de l'agence, et de ses expériences sexuelles passées, et lors d'une visite des bureaux, il la viole dans le bureau de Draper. Elle accepte malgré tout de l'épouser et ils se marient en 1963. Greg échoue à l'examen de fin d'internat, alors que Joan avait déjà prévu son départ de chez Sterling Cooper afin qu'ils puissent déménager. Il se relance dans les études de psychiatrie, et Joan doit trouver un autre emploi. Elle est donc embauchée chez Bonwit Teller, comme responsable clientèle. À la fin de la saison, Sterling lui propose de l'embaucher comme secrétaire dans la nouvelle agence Sterling Cooper Draper Pryce, où elle parvient à tenir l'agence à flot en gérant le personnel d'une main ferme.
Avec son mari qui s'est enrôlé dans l'armée alors que la guerre du Viêt Nam est déclarée, elle se console un soir dans les bras de Roger Sterling et tombe enceinte. Elle garde secrètement l'enfant, qu'elle désire, mais fait croire qu'il est de son mari.
Au retour de celui-ci, le bébé est né et Joan vit avec sa mère qui l'aide alors qu'elle a repris le travail. Au cours d'un repas au restaurant avec les parents de Greg, elle apprend qu'il s'est porté volontaire pour une mission de guerre d'un an. Ne comprenant pas sa volonté à les abandonner, Joan le menace de le quitter s'il repart, ce qu'il fait pourtant. Elle reçoit quelques semaines plus tard une notification de divorce alors qu'elle est au travail.
À la fin de la saison 5, l'agence est sur le point de signer avec un énorme client : les voitures Jaguar. Grâce à eux, l'agence pourrait accéder à une reconnaissance internationale et assurer son avenir sereinement. Bien que tout soit presque réglé, le Directeur fait part à Pete d'une requête : il ne signera que s'il passe une nuit avec Joan, qu'il a repérée au bureau. Les associés tiennent une réunion à ce propos et Don s'oppose catégoriquement à cela. Il quitte la réunion. Mais sans lui, les associés décident de proposer tout de même une offre à Joan : si elle accepte, elle recevra une prime et passera associée. Seule avec un bébé et voulant assurer son avenir, Joan finit par céder bien que dégoutée et déçue par ses collègues. Lorsque Don découvrira la proposition, il tentera d'intervenir auprès d'elle sans se douter qu'elle a déjà cédé. Dans cette saison, elle s'est aussi rapprochée de Lane qui est bienveillant à son égard. Il l'embrasse un jour mais réalise qu'elle ne partage pas ses sentiments. Néanmoins, ils garderont une relation amicale et proche. Ainsi, elle sera très choquée en découvrant son suicide au sein du bureau et culpabilisera d'en être la responsable.
Au début de la saison 6, elle s'aperçoit que la secrétaire d'Harry s'est absentée tout un après-midi et a fait pointer pour elle une collègue. Face à ce comportement, elle la licencie. Mais Harry n'accepte pas et déboule fou de rage au cours d'une réunion entre associés à laquelle Joan participe désormais. Il lui reproche devant tout le monde sa sévérité d'autant plus que contrairement à lui, elle ne mérite pas sa place à cette table. Plus tard, Joan sera très en colère contre Don lorsque celui ci va renvoyer Jaguar, estimant qu'elle a fait tout ça pour rien.
Joan va commencer une relation avec Bob, un salarié de l'agence qui l'a accompagnée aux urgences le jour où elle a eu des kystes aux ovaires. Roger en sera un peu jaloux, mais Joan lui fera comprendre qu'il peut faire partie de la vie de Kévin (leur fils) mais pas de la sienne. Elle l'invite donc pour Thanksgiving afin de passer un repas tous ensemble.
Dans la saison 7, Joan se montrera intransigeante envers Don et souhaitera qu'il soit renvoyé de l'agence pour avoir fait perdre à tous des millions. Finalement, elle acceptera de faire partie du dernier rachat afin d'empocher les millions prévus dans le contrat. Bob va la demander en mariage un soir, mais elle refusera : elle pense que celui-ci est gay, et ne souhaite pas se marier par dépit. Elle rêve toujours de trouver le grand amour.

### Roger Sterling

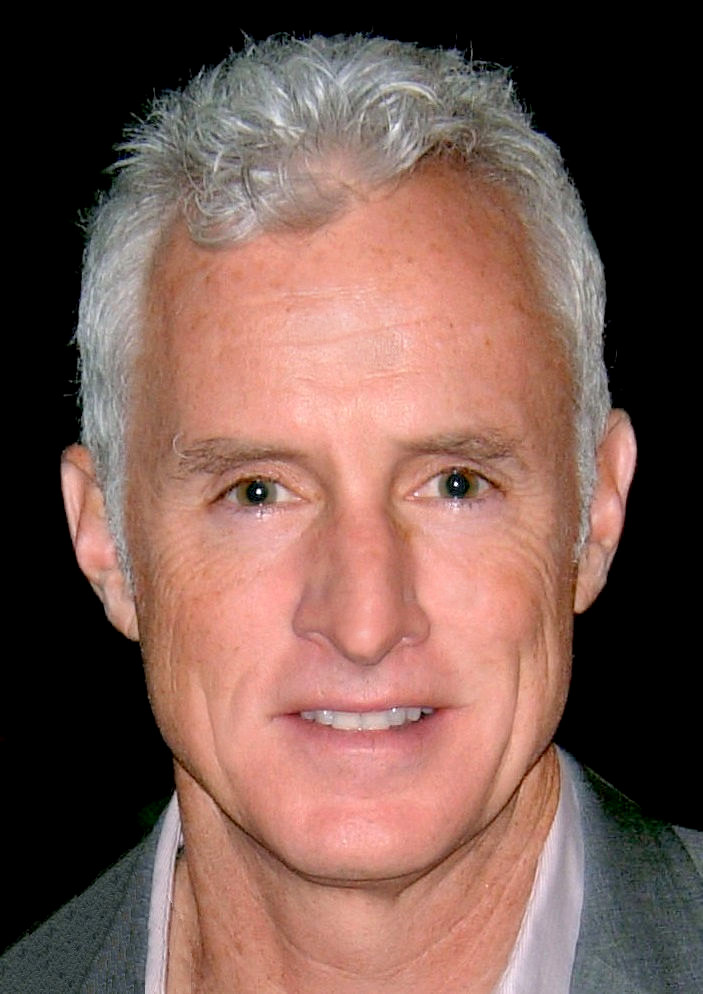
John Slattery

Interprété par John Slattery (VF : Éric Legrand)
Roger Sterling Jr. fut l'un des deux associés principaux de Sterling Cooper.
Ancien marin et vétéran de la Seconde Guerre mondiale, il a repris le partenariat de son père, fondateur de l'agence avec Bert Cooper. Il est cynique sur le monde qu'il a contribué à façonner, et est réputé dans l'agence pour être un coureur de jupons, abusant de l'alcool et de la cigarette.
Dans l'épisode Sous influence (1-07), il fait des avances sexuelles à Betty, la femme de son ami Don Draper, après un diner bien arrosé. Celui-ci accuse sa femme d'avoir encouragé son attitude, et se venge de lui le lendemain en lui faisant monter à pied les vingt-trois étages de l'immeuble des bureaux après un repas copieux, juste avant une réunion avec d'importants clients. Roger entretient dans la saison 1 une relation extra-conjugale avec Joan Holloway mais fréquente également d'autres femmes. Il fait une crise cardiaque alors qu'il est en compagnie d'une jeune femme, et récidive dans l'épisode suivant alors qu'il s'était forcé à venir pour une réunion avec les dirigeants de Lucky Strike. Il décide alors de se racheter une conduite, et stoppe sa relation avec Joan.
Dans la saison 2, il surprend tout le monde en annonçant à sa femme qu'il la quitte : il part vivre avec Jane, la nouvelle secrétaire de 20 ans de Draper, et ils se marient peu après.
Roger participe au rachat de Sterling Cooper à la fin de la saison 3, pour fonder Sterling Cooper Draper Pryce même s'il connait sa fragilité car il détient le contrat majoritaire de l'agence, les cigarettes Lucky Strike.
Quand le fabricant de cigarettes décide de rompre le partenariat, il se remet profondément en question. Ainsi, tout le long de la saison 4, il écrit son autobiographie, « Sterling's Gold ». Il reste très proche de Joan et aura une aventure d'un soir au cours de la saison. Celle-ci ne souhaite pas poursuivre, malgré l'envie apparente de Roger. Elle lui apprendra quelque temps après être enceinte, forcément de son enfant puisque son mari est au Viêt-Nam. Elle décide finalement de garder l'enfant mais en faisant croire à tous que c'est celui de son mari.
Au cours de la saison 5, le remariage de Roger bat de l'aile et il finit par tromper Jane avec plusieurs femmes, dont des prostituées lors de soirées boulot. Un soir, il l'accompagne à une soirée organisée par des amis à elle qui leur proposent du LSD, ce qu'ils acceptent. De retour chez eux, ils en profitent pour s'avouer la vérité et réalisent qu'ils ne sont plus amoureux. Roger quitte l'appartement en lui permettant d'y rester. Quelque temps plus tard, Roger sollicite Jane pour l'accompagner à un RDV professionnel avec des clients juifs puisqu'elle l'est aussi. Elle accepte, mais à condition que Roger lui offre un nouvel appartement car elle vit mal dans le leur, rempli de souvenirs. Il accepte et après ce repas, il souhaite qu'elle l'amène découvrir son nouveau lieu de vie. Une fois sur place, Roger la séduit et ils passent la nuit ensemble. Mais Jane en sera très affectée au petit matin, et reprochera à Roger d'avoir souillé son nouvel appartement, dans lequel elle envisageait de refaire sa vie.
Au début de la sixième saison, Roger perd sa mère et commence une thérapie.
Dans la saison 7, Roger et Mona vont tenter de convaincre leur fille de quitter la secte hippie qu'elle a rejoint afin de revenir à New York avec son mari et son fils. Roger passera une journée et nuit là-bas, prêt à accepter la situation, mais lorsqu'il découvre que tout le monde couche avec tout le monde, il tentera de ramener sa fille de force. Sans y parvenir. Il va rester le seul soutien de Don à la suite de sa mise à pied, réussissant à le maintenir à l'agence jusqu'à la mort de Bert. Face à la volonté de Cutler de dissoudre leur ancienne équipe, il décide de vendre l'agence à McCann et de devenir le président de la filiale SCP.

## Personnages secondaires

### Bert Cooper
Interprété par Robert Morse (VF : Michel Prudhomme)
Bertram Cooper est l'associé principal de Sterling Cooper, un vieux rusé, traité avec une grande déférence par Roger Sterling et Don Draper. Sa sœur cadette, Alice, est aussi partenaire de Sterling Cooper, et a investi dans la société à ses débuts. Il est suggéré qu'il connaissait Roger alors qu'il était encore enfant (il garde une photo du jeune Roger et de son père dans son bureau), et que c'est sa défunte épouse qui aurait introduit Roger et Mona. Grand amateur d'art, il possède l'estampe érotique japonaise Le rêve de la femme du pêcheur et est fasciné par Ayn Rand. Il est passionné par l'art et la culture japonaise, ayant fait décorer son bureau à la mode japonaise, avec des panneaux shōji et une armure de samouraï entre autres choses, et il exige de ses visiteurs de retirer leurs chaussures avant d'entrer (il marche lui-même en chaussettes dans le reste de l'agence). Il est un membre très influent du Parti républicain, il obtient la participation de Sterling Cooper dans la campagne de Nixon pour l'élection présidentielle de 1960.
Cooper sermonne Sterling sur son tabagisme et critique Draper sur sa vie amoureuse, mais pas pour sa fausse identité, à propos de laquelle il est mis au courant par Pete Campbell dans la saison 1.
Bien qu'il ne soit pas présent pour gérer les querelles quotidiennes, il est dévoué à l'entreprise et gère tranquillement les différents défis de l'agence dans les coulisses. À la fin de la saison 2, il accepte de vendre une part majoritaire de la société à une entreprise britannique de communications, veillant à garder une place suffisamment significative dans la direction de l'agence. Lorsque les Britanniques décident de revendre l'agence, il participe à la fondation de la nouvelle société Sterling Cooper Draper Pryce.
Il décède dans l'épisode 7 de la saison 7, juste après avoir vu le 1er pas de l'homme sur la lune.

### Lane Pryce
Interprété par Jared Harris (VF : Alain Choquet)
Lane Pryce, d'origine britannique, apparaît au début de la saison 3 comme directeur financier de Sterling Cooper, alors racheté par Putnam, Powell and Lowe, prenant ainsi la place de Duck Phillips. Habile stratège, il nomme Pete Campbell et Ken Cosgrove comme successeurs conjoints de Burt Peterson, leur distribuant les clients de l'agence à l'un et l'autre en les incitant à rester en compétition. Lorsque les Britanniques décident de revendre l'agence, il participe à la fondation de la nouvelle société Sterling Cooper Draper Pryce, en ayant auparavant renvoyé les trois autres partenaires afin de les libérer de leurs engagements envers l'entreprise britannique.
Il devient le directeur financier de la nouvelle agence, et semble s'adapter au mode de vie américain, délaissant sa famille retournée au Royaume-Uni. Il entame une liaison avec une jeune femme noire et lorsque son père lui rend visite à l'improviste, il décide de la lui présenter. Mais son père est ici pour lui sommer de retourner en Angleterre s'occuper de sa famille, et n'apprécie guère la liaison de son fils. Il lui assénera un coup de canne magistral et Lane lui obéira alors en retournant chercher sa famille.
Dans la saison 5, Lane et sa femme rencontrent des expatriés anglais et se rapprochent lorsque leur pays remporte la coupe du monde de foot. À cette occasion, il pense que l'un de ses nouveaux amis pourrait devenir un client de l'agence. Ils organisent un dîner, mais le contrat ne se signe pas. Pete lui reproche alors de ne pas être bon et embarque son ami anglais à un dîner d'affaires avec Don et Roger. Ce fameux dîner se terminera en soirée chez des prostituées et la femme du client le découvrira, ce qui fera capoter le contrat. Lane est outré par le comportement de ses associés et en viendra aux mains avec Pete. Quelque temps après, il trouve un portefeuille dans un taxi comprenant la photo d'une très belle jeune femme. Lane la contacte alors et hésite à la rencontrer. Néanmoins, c'est son mari qui viendra récupérer le portefeuille sans savoir que Lane a gardé la photo.
Peu avant Noël, Lane doit rembourser 8 000 $ au fisc. Il décide d'utiliser les ressources de SCDP pour attribuer des primes de fin d'année et récupérer l'argent. Mais à la suite de la perte d'un contrat, les associés décident de ne pas se verser de primes pour que les employés puissent en toucher une. Dérouté, Lane décide alors de se verser tout de même la prime en imitant la signature de Don. Mais Bert le découvrira par hasard et ira le reprocher à Don. Le détournement de fonds ayant été découvert, Don n'a plus d'autre choix que de le forcer à démissionner sans toutefois révéler aux autres les agissements de Lane. Humilié, Lane se pend le lendemain dans son bureau et sera découvert par ses collègues.

### Ken Cosgrove
Interprété par Aaron Staton (VF : Sébastien Desjours)
Kenneth "Ken" Cosgrove est responsable des comptes clients chez Sterling Cooper. Originaire du Vermont, il a fréquenté l'université Columbia.
Il fait d'abord partie de l'entourage proche de Pete Campbell, ayant l'air de passer plus de temps à boire, à flirter et à commérer qu'à travailler. Ken a cependant des talents littéraires cachés, et a été publié dans le magazine The Atlantic Monthly, suscitant la jalousie de Kinsey et de Campbell (qui vont tenter à leur tour leur chance en tant qu'écrivain).
Dans la saison 3, il est promu au même poste que Campbell, qui vit très mal le fait que Cosgrove et lui doivent partager une telle promotion. Bien que moins ambitieux que Pete, il s'avère être un dirigeant compétent, d'un esprit créatif acéré, et ne tarde pas à éclipser Campbell comme étoile montante de Sterling Cooper. Finalement, à la fin de la saison 3, il est promu au-dessus de Campbell, à la fureur de ce dernier.
Dans la saison 4, il a quitté McCann Ericson, qui a racheté ce qu'il restait de Sterling Cooper, pour retourner vers ses anciens partenaires chez SCDP avec plusieurs contrats intéressants dans son dossier. On apprend qu'il s'est fiancé. Au cours d'un repas chez Pete, sa femme Cynthia révèle à ses collègues que Ken écrit toujours des nouvelles et qu'il est plutôt bon. Mais lorsque Roger l'apprend, il le menace et l'oblige à cesser ses activités littéraires pour se consacrer exclusivement à l'agence.
Ken aura pour client Chevrolet avec eux, chaque sortie s'avère périlleuse. Il va perdre son œil au cours d'un accident de chasse avec eux. Sa femme tentera de le convaincre de quitter SCP afin de vivre son rêve : écrire. Elle est issue d'une famille aisée. Ken hésite. Le lendemain, à la suite du rachat de SCP par McCann, le Directeur s'accorde avec Roger pour le licencier.

### Harry Crane
Interprété par Rich Sommer (VF : Vincent Ribeiro)
Harold "Harry" Crane est responsable du département télévision chez Sterling Cooper.
Il fait d'abord partie de l'entourage proche de Pete Campbell, ayant l'air de passer plus de temps à boire, à flirter et à commérer qu'à travailler. Originaire du Wisconsin, il est marié à Jennifer. Il apparaît comme celui qui a le mariage le plus heureux de la série, bien qu'il ait eu une liaison éphémère avec Hildy, la secrétaire de Pete, après une soirée arrosée. Il se confesse à Jenny, et en subit les conséquences, celle-ci l'expulsant de leur domicile pour un moment. Ils semblent avoir résolu leurs problèmes dans la saison 3.
Il a une personnalité enfantine et naïve, acceptant beaucoup moins d'argent que ce qu'il aurait pu négocier. Cependant, son sérieux et sa discrétion lui permettent de se voir proposer une place dans la nouvelle agence SCDP, où il est le directeur média, gérant les campagnes publicitaires télévisées et radiodiffusées. Ces responsabilités le font passer beaucoup de temps devant son poste de télévision à s'assurer que les spots sont diffusés à l'heure négociée.
Dans la saison 5, Harry est régulièrement en train de parler des femmes en général et va notamment tenir des propos douteux envers Megan. On est amené à penser qu'il trompe finalement lui aussi sa femme. Plus tard, il recroise la route de Paul Kinsey, devenu fidèle d'un gourou indien et amoureux d'une ancienne droguée repentie. Celle-ci débarque un jour dans son bureau pour le séduire, et ils couchent ensemble dans le bureau. À la fin, elle le gifle et lui dit qu'il n'est pas un homme honnête envers Paul puisqu'il n'est pas capable de lui avouer qu'il est mauvais dans son job.
Harry va se rebeller au début de la saison 6 n'acceptant plus son statut de simple cadre. Il estime que son travail rapporte beaucoup à l'agence, qu'il est talentueux et qu'il mérite une place d'associé. Roger va lui offrir une grosse prime pour le récompenser, mais Harry estime cela insuffisant et menace de partir chez la concurrence.

### Duck Phillips
Interprété par Mark Moses (VF : Luc Bernard)
Herman "Duck" Phillips est le directeur des services de comptes chez Sterling Cooper jusqu'au rachat de l'agence par Putnam, Powell and Lowe.
Récemment divorcé et en rétablissement après une période d'alcoolisme, Duck intègre Sterling Cooper à la fin de la première saison, embauché par Draper. Il se lance rapidement dans le projet d'élargir la clientèle de l'agence, cherchant à attirer les compagnies aériennes, les constructeurs automobiles ou les laboratoires pharmaceutiques. Il désire également engager des jeunes talents créatifs, et convainc Cooper de se rapprocher du leader American Airlines, obligeant Draper à renier sa parole et à annuler le contrat qui liait l'agence avec la compagnie Mohawk Airlines. La collaboration ne se fait pas, et Duck en est affecté. De plus, lui et Don commencent une relation antagoniste : Don reprochant à Duck son manque de considération envers les créatifs et vis-à-vis du côté humain de la profession (relation avec les clients, respect de la parole donnée) tandis que Phillips reproche à Draper une attitude infantile apanage des créatifs "à qui il faut exaucer tous les caprices". Plus tard dans saison, Duck tentera en vain de devenir associé de Sterling Cooper. Frustré par ce nouvel échec, il se tourne vers d'anciens collaborateurs, l'entreprise britannique Putnam, Powell & Lowe, à qui il propose de racheter la société à condition qu'il en devienne Président. C'est aussi à cette époque, influencé par les événements personnels et professionnels, qu'il recommence à boire. Après la réussite de la fusion, Phillips est nommé Président par les Britanniques, mais lors d'une remarque à Draper, celui-ci menace de quitter l'entreprise. Étant donné le potentiel artistique et commercial de Don, Phillips est lui-même forcé à partir et Cooper conserve son statut. On apprend au cours de la saison 3 qu'il a trouvé un nouveau poste chez Grey, une agence concurrente de New York. Il tente cependant de débaucher Pete Campbell et Peggy Olson, n'hésitant pas à leur envoyer des cigares cubains ou des carrés Hermès. Lorsque Peggy se présente pour lui retourner son cadeau, il la séduit et ils commencent une relation. Il réapparait brièvement dans la saison 4, où il tente de fonder sa propre agence avec Peggy, qui l'a quitté, alors qu'il est redevenu alcoolique et s'est fait licencier.

### Sally Draper
Sally : interprétée par Kiernan Shipka (VF : Corinne Martin)
Sally est la fille de Don et Betty Draper.
Sally a 9 ans au cours de la 3e saison. Elle devient petit à petit un personnage central de la famille, notamment à partir de cette saison. En effet, la mort de son grand-père Gene l'a affectée de façon significative et à la naissance de son petit frère, elle montre une certaine jalousie envers lui, d'autant plus qu'il a été baptisé du nom de son grand-père et dort dans son ancienne chambre. Ces évènements ainsi que le divorce de ses parents l'ayant perturbée, Sally va souvent se rebeller et faire des bêtises (fumer, voir son copain Glen en cachette, prendre le train seule pour rejoindre son père, se toucher alors qu'elle dort chez une amie...). Sa relation avec Don est particulièrement forte et elle en veut à sa mère qu'elle accuse d'avoir chassé son père. Néanmoins, elle s'entendra bien avec Megan. À la fin de la saison 6, alors qu'elle voulait aller récupérer une lettre d'amour que son amie a glissé sous la porte du fils des voisins, elle surprendra son père en plein ébats avec Sylvia (la voisine). Choquée, Sally n'adressera plus la parole à son père et décidera d'aller en internat pour ne plus affronter sa famille. Elle se fera renvoyer de l'internat pour avoir acheté de l'alcool et s'être soulée. Leurs relations vont s'apaiser avec le temps, mais ils ne seront plus aussi proches qu'avant.

### Amis et famille
Gene Hofstadt
Interprété par Ryan Cutrona (VF : Jean-Claude Robbe)
Eugene Hofstadt, dit Gene, est le père de Betty Draper. Depuis le décès de sa femme Ruth, il vit dans sa grande demeure et se remet en ménage avec Gloria avant que des ennuis de santé, semblables à la maladie d'Alzheimer, la fassent fuir. Don décide, pour Betty, de l'héberger pour ne pas le mettre en maison de retraite. Il meurt subitement, en faisant la queue au supermarché.
Carla
Interprétée par Deborah Lacey (VF : Pascale Jacquemont)
Carla est la femme de ménage/nounou des Draper. Discrète et serviable, elle s'occupe d'eux depuis leur plus jeune âge. Betty la licencie brutalement à la fin de la saison 4, sans motif apparent. On comprend qu'elle souhaite redémarrer à zéro sa nouvelle vie dans sa nouvelle maison.
Francine Hanson
Interprétée par Anne Dudek (VF : Céline Ronté)
Francine Hanson est une des voisines des Draper, et passe souvent ses après-midi avec Betty. Elle est enceinte d'une fille qu'elle met au monde durant la première saison. Elle découvrira que son mari la trompe, donnant des soupçons à Betty sur la fidélité de Don.
William Hofstadt
Interprété par Eric Ladin (VF : Benjamin Boyer)
William est le frère de Betty.
Henry Francis
Interprété par Christopher Stanley (en) (VF : Pierre Laurent)
Henry Francis travaille pour le Gouverneur de l'Etat de New York quand il rencontre Betty Draper. Ils se rapprochent alors qu'elle est encore mariée et enceinte de Don. Ils entament une relation, pas consommée, et elle divorce pour se remarier aussitôt avec Henry. Ils vivront dans la maison des Draper mais celui-ci ne supportera plus la présence de Don dans sa vie et fera déménager sa nouvelle famille ailleurs.
Mona Sterling
Interprétée par Talia Balsam (VF : Annie Le Youdec)
Mona Sterling est la première épouse de Roger Sterling. Elle tient beaucoup à son mari, et se montre d'un grand soutien quand il fait ses deux crises cardiaques, reprochant à Bert Cooper la responsabilité de la deuxième. Néanmoins, elle sera quittée pour une secrétaire et elle reprochera à Don d'avoir encouragé Roger à le faire. Ils gardent malgré tout de bonnes relations pour le bien de leur fille puis de leur petits fils qui sera abandonné par sa mère.
Margaret Sterling
Interprétée par Elizabeth Rice (VF : Gwenaëlle Jegou)
Margaret Sterling est la fille unique de Roger Sterling et Mona. Elle se marie pendant la saison 3 en pleine panique alors que Kennedy vient d'être assassiné. Peu de personnes sont présentes. Margaret accepte difficilement le remariage de son père, vu qu'elle a sensiblement le même âge que sa belle-mère. Elle aura un petit garçon avec son mari. Les relations avec son père resteront distantes et assez froides, celui-ci étant peu présent. Dans la saison 7, elle l'invitera à dîner un midi pour lui dire qu'elle lui pardonne pour toutes ses erreurs. Ensuite, elle rejoint une secte hippie en abandonnant son fils et son mari. Ses parents tenteront en vain de la ramener à la maison, mais elle restera.
Jane Sterling
Interprétée par Peyton List (VF : Olivia Luccioni)
Jane Sterling (née Siegel) est la deuxième femme de Roger Sterling, après son divorce d'avec Mona. Elle est d'origine juive.
Elle a d'abord été embauchée par Sterling Cooper au début de la saison 2 pour remplacer Peggy Olson au poste de secrétaire de Don Draper. Celui-ci s'est à de nombreuses reprises plaint de son incompétence, et dans l'épisode 7 (Le violon d'or), Joan Holloway, ayant appris que Jane s'est introduit dans le bureau de Bert Cooper, la licencie. Jane se tourne alors vers Roger Sterling qui l'a un jour soutenue, et Sterling empêche son renvoi. À la suite de cela, on apprendra que Roger quitte sa femme pour elle. Ils se marient très vite mais se sépareront à l'amiable dans la saison 5.
Trudy Campbell
Interprétée par Alison Brie (VF : Natacha Muller)
Trudy Campbell est la jeune épouse de Peter Campbell. Elle aime sincèrement son mari et veut au plus vite construire un foyer. Ses parents leur offrent un superbe appartement à Manhattan, dans l'espoir qu'ils aient rapidement un bébé. Quand elle découvre qu'elle a des difficultés à avoir des enfants, elle est effondrée. Les relations entre les deux époux deviennent très tendues d'autant plus que le père de Trudy fait affaire avec Pete. Elle tombe finalement enceinte dans la saison 4 d'une fille, Tammy. Elle quitte Pete au cours de la saison 6 en découvrant qu'il la trompe avec une de leurs voisines. Elle lui annonce qu'elle s'en doutait mais qu'elle pouvait tolérer tant qu'elle ne savait rien. Cette humiliation étant insurmontable, elle le chasse de la maison en l'autorisant à venir voir la petite les week-end. Mais lorsque Pete va lui annoncer avoir croisé son père dans un bordel en compagnie d'une prostituée noire, leurs relations vont cesser d'exister et Pete partira vivre à LA.
Kitty Romano
Interprétée par Sarah Drew (VF : Brigitte Aubry)
Kitty Romano est l'épouse de Salvatore à partir de la saison 2. Elle aime profondément son mari, qui tient à elle. Cependant, elle montre des signes exprimant ses doutes sur les véritables penchants de Salvatore.
Jennifer Crane
Interprétée par Laura Regan (VF : Sandrine Cohen)
Jennifer Crane est la femme de Harry Crane. Peu visible à l'écran, on sait seulement qu'elle a eu un enfant.
Greg Harris
Interprété par Samuel Page (VF : Stéphane Miquel)
Greg Harris est un jeune interne en chirurgie avec qui Joan Holloway se fiance durant la saison 2. Jaloux du pouvoir de sa future femme à son travail, il la viole dans le bureau de Draper. Durant la saison 3, ils se marient et Greg pousse Joan à quitter son travail. Cependant, il échoue à l'examen final et ne peut donc pas exercer son métier. Il se tourne alors un temps vers la psychiatrie, mais abandonne pour s'engager dans l'armée. À cette même période, lui et Joan essaient d'avoir un enfant. Il devient papa au début de la saison 5, mais ignore alors que son fils est en réalité l'enfant de Roger avec qui Joan a eu une brève aventure. Lorsqu'il rentre de la guerre, son fils est né et a quelques mois. Il annonce à Joan qu'il doit repartir pour 1 an, mais Joan découvre qu'il s'est porté volontaire et ne comprend pas sa décision. Elle le menace de le quitter s'il part, ce qu'il fait. C'est lui qui lui enverra une assignation au divorce à l'agence.
Helen Bishop
Interprétée par Darby Stanchfield (VF : Stéphanie Lafforgue)
Une femme divorcée qui emménage dans le quartier des Draper lors de la saison 1. Elle est tout d'abord mal acceptée par les femmes du quartier à cause de son cas de divorce mais elle fait tout de même la connaissance de Betty et Don lors de la fête d'anniversaire de Sally, lors de la saison 1. Son fils s’appelle Glen et Betty découvre dès la saison 1 qu'il est en grand manque d'affection.
Katherine Olson
Interprétée par Myra Turley (VF : Marion Game)
Mère de Peggy, elle est très fidèle au catholicisme. Elle vit hors Manhattan avec sa première fille, Anita.
Anita Olson Respola
Interprétée par Audrey Wasilewski (VF : Delphine Braillon)
C'est la sœur de Peggy Olson et la fille de Katherine. Elle vit hors Manhattan avec sa mère. C'est elle qui divulgue au père John Gill (voir 2 paragraphe en haut) que sa sœur a eu un enfant hors mariage. Elle aussi est très catholique.
Archie Whitman Interprété par Joseph Culp
Archie Whitman est l'homme qui a élevé Dick Whitman, le futur Don Draper. Homme dur, il est qualifié de "malhonnête" par un clochard qui a passé la nuit chez lui.
Abigail Whitman
Interprétée par Brynn Horrocks
Abigail Whitman est l'épouse du père biologique de Don. C'est elle qui l'a élevé.
Anna Draper
Interprété par Melinda Page Hamilton
Anna est la femme de Don Draper, le vrai. Elle découvre le secret de Dick et ils finissent par devenir des amis proches. Ils garderont toujours un lien, Anna étant la seule à connaître la vérité sur Don et à l'appeler par son véritable prénom. C'est une professeure de piano à domicile qui vit en Californie. Nous la voyons pour la première fois au cours de la saison 2, lorsque Don profite d'un voyage d'affaires à Los Angeles pour passer quelques jours chez elle et faire le point sur sa vie. Elle réapparaît dans la saison 4 quand Don part passer les fêtes de fin d'année en Californie. Il y revoit sa nièce, Stéphanie, qui lui révèle qu'Anna a un cancer généralisé et qu'elle va bientôt mourir. Don est très affecté, mais décide de ne rien montrer et aide Anna à repeindre sa maison. À la fin de la saison, Stéphanie laisse un message à SCDP demandant à être rappelée par Don. Celui-ci comprend qu'Anna est partie, et noie son chagrin dans l'alcool toute la nuit avant d'entendre la vérité en appelant Stéphanie. Il retourne en Californie à la fin de la saison avec ses enfants pour vendre la maison d'Anna.
Adam Whitman
Interprété par Jay Paulson
Adam Whitman est le petit frère de Don Draper, bien qu'ils n'aient aucun lien de sang. Il découvre par hasard que son frère, qu'il n'a pas revu depuis son retour de la guerre de Corée, est vivant. Il tente alors de reprendre contact avec lui, mais Don refuse, ayant tiré un trait sur son passé. Il finit par se pendre dans sa chambre d'hôtel, après avoir envoyé ses derniers souvenirs à son frère.

### Sterling Cooper
Fred Rumsen
Interprété par Joel Murray (VF : Guy Chapellier)
C'est lui qui découvre en premier les talents créatifs de Peggy Olson, mais il est finalement poussé vers la sortie à cause de ses problèmes d'alcoolisme dans la saison 2 (il s'endormira et s'urinera dessus avant un important rendez-vous et sera dénoncé par Pete). Il réapparaît dans la saison 4 en tant que nouvelle recrue de Sterling Cooper Draper Pryce, désormais sobre et parrain d'un autre alcoolique. Malgré un contrat juteux ramené à l'agence, ils essuiera les reproches de Peggy qui le trouve trop vieux jeu. Il va devenir une sorte de free lance, travaillant pour plusieurs agences. C'est lui que Don appellera lorsqu'il touchera le fond au travail, et Freddy lui fera entendre raison.

#### Salvatore Romano
Interprété par Bryan Batt (VF : Serge Biavan)
Salvatore "Sal" Romano, d'origine italo-américaine et né à Baltimore, est à la tête du département artistique de Sterling Cooper. D'abord responsable des illustrations, il devient réalisateur de publicités avec l'évolution des demandes. On apprend dès la saison 1 qu'il est homosexuel mais il se marie dans la saison 2 avec Kitty. Bien qu'ayant toujours repoussé les avances des hommes, Don découvre ses orientations sexuelles par hasard au cours d'un voyage commun à Baltimore dans la saison 3. Devant l'inquiétude de Sal qu'il ne révèle son secret, Don lui fait comprendre subtilement qu'il va garder le silence en lui proposant le slogan publicitaire Limit your exposure (« Limitez votre exposition »). Plus tard dans la saison, Sal refuse les avances de Lee Garner Jr, le fils du patron de Lucky Strike. Pour se venger, ce dernier fera pression sur Sterling Cooper par l'intermédiaire de Harry Crane pour que Salvatore soit renvoyé, ce que Draper fera, eu égard des mœurs de Salvatore et de l'importance du contrat Lucky Strike pour l'agence.

#### Paul Kinsey
Interprété par Michael Gladis (VF : Denis Laustriat)
Paul Kinsey est un concepteur et rédacteur chez Sterling Cooper. Originaire du New Jersey, il a pu accéder à l'Université de Princeton avec une bourse, et il est passionné par l'univers de science-fiction, développant plus d'idées bohèmes que ses collègues. Il fait d'abord partie de l'entourage proche de Pete Campbell, ayant l'air de passer plus de temps à boire, à flirter et à commérer qu'à travailler. Paul est sorti un temps avec Joan Holloway, avant de rencontrer une jeune femme noire, qui le laisse tomber dans la saison 2 alors qu'ils étaient partis dans le Mississippi s'inscrire comme électeurs noirs. Paul se veut écrivain, mais aucun de ses essais n'est publié. Il entre en compétition avec Ken Cosgrove, surtout quand ce dernier voit l'une de ses nouvelles publiée dans un grand mensuel. Il encourage Peggy Olson à utiliser son talent de rédactrice, mais devient rapidement jaloux et compétitif envers elle, l'accusant d'être la préférée de Draper, dont il a l'air d'être la tête de turc parmi les créatifs. Kinsey se fera souvent railler par Draper pour son manque d'originalité et durant la saison 3, la plupart des idées de Kinsey n'auront aucun succès auprès de Don. On se rend compte finalement que Don et les nouveaux associés de Sterling Cooper Draper Pryce ne lui décèlent aucune valeur, puisqu'ils ne l'invitent pas à les rejoindre lors de la création de la nouvelle agence, le laissant absent de la saison 4. Lors d'un bref retour le temps d'un épisode de la saison 5, on le retrouve membre des Hare Krishna. Son ancien collègue Harry Crane essaye de lui venir en aide pour qu'il sorte de cette situation mais on ne sait pas ce qu'il devient réellement.

### Putnam, Powell and Lowe
Saint John Powell
Interprété par Charles Shaughnessy (VF : Jean Roche)
Saint John Powell est l'un des fondateurs et directeurs de Putnam, Powell and Lowe. C'est lui qui rédigera l'achat de Sterling Cooper et organisera le remaniement depuis Londres.
John Hooker
Interprété par Ryan Cartwright (VF : Jérôme Berthoud)
John Hooker est le secrétaire de Lane Pryce. Arrogant, il n'hésite pas à afficher sa supériorité envers ses collègues américains, notamment les autres secrétaires féminines, excepté Joan Harris, la seule qui lui tient tête.
Guy MacKendrick
Interprété par Jamie Thomas King
Guy MacKendrick est un jeun commercial britannique que Putnam, Powell and Lowe veut promouvoir au sein de Sterling Cooper. Décidé, charmeur et charismatique, sa carrière tournera court lors de la sauterie organisée pour célébrer son arrivée : il se fera accidentellement déchiqueter le pied droit par une tondeuse à gazon. Amputé du pied, sa carrière est finie.

### Sterling Cooper & Partners

#### Ted Chaough
Interprété par Kevin Rahm
Ted est l'ancien Directeur de la création de l'agence Cutler Gleason & Chaough. Il est marié et père de 2 garçons. C'est lui qui embauchera Peggy lorsqu'elle quitte SCDP. Afin de convaincre un client (Chevrolet) de s'intéresser aux "petites" agences, il décide avec Don de fusionner leurs deux bureaux. Ainsi, il intègre les bureaux de SCDP et ils fondent une seule et même agence qui se nommera "Sterling Cooper & Partners". On comprend rapidement qu'il a des sentiments pour Peggy sans toutefois ne rien tenter. Le soir du nouvel An il l'embrasse, mais le regrette aussitôt. Cependant, la situation devient de plus en plus difficile à vivre pour lui. Un soir, Peggy porte volontairement une tenue sexy pour aller à un rencard et Ted en est complètement chamboulé. Il va l'attendre devant chez elle et lui annonce qu'il l'aime et qu'il va quitter sa femme. Ils couchent ensemble. Il dit qu'il ne veut pas vivre caché et qu'il va le dire rapidement pour ne pas faire subir cette situation à Peggy. Toutefois, le lendemain, il annonce à Don sa volonté de prendre le bureau de Los Angeles pour préserver sa famille, se sentant trop amoureux de Peggy. Don lui cède sa place, et Ted part. Sur place, Ted finit par ne plus supporter ce métier qui est devenu trop éloigné de sa passion première, la création. Ainsi, il désire quitter le monde de la pub. Il sera retenu par Don, qui le convaincra d'intégrer la filiale SCP et ainsi de revenir à ses premiers amours.

## Apparitions

### Saison 1
Rachel Menken
Interprétée par Maggie Siff (VF : Ariane Deviègue)
Rachel Menken est la propriétaire du magasin Menken’s, qui demande les services de Sterling Cooper pour relancer ses affaires. Intraitable, elle se heurte à Don Draper, dont elle finit par se rapprocher malgré elle. Bien qu'elle sache que sa relation avec un homme marié et non juif est mal vue, elle couche avec Don, jusqu'à ce qu'il vienne chez elle un soir, perturbé par la mort de son frère. Elle préfère rompre alors avec lui.
Midge Daniels
Interprétée par Rosemarie DeWitt (VF : Véronique Soufflet)
Midge Daniels est une artiste avec qui Draper entretient une relation. Ils passent souvent la nuit ensemble quand Don choisit de rester en ville. Elle lui fait découvrir l'émergence de la beat generation. Lorsqu'il gagne une prime de 2 000 $, il se rend chez elle pour lui proposer de partir en voyage tous les deux. Mais il réalise au cours de la soirée qu'elle aime un autre homme et lui laisse sa prime de 2 000 dollars en disparaissant. Elle fera une apparition au cours de la saison 4, où elle feint de tomber par hasard sur Don. En réalité, elle est devenue accro à l'héroïne et a besoin que quelqu'un lui achète des toiles pour se payer sa dope. Don comprend le manège mais lui achète tout de même une peinture et part.
Dr Arnold Wayne
Interprété par Ron Malasco (VF : Michel Dodane)
Le Dr Arnold Wayne est un psychologue à qui Betty confiera ses angoisses, sur conseil de Don. Néanmoins, celui-ci l'appelle en secret pour connaître les avancées de la thérapie, ce que Betty découvre et n'acceptera pas. Elle ne le reverra plus.

### Saison 2
Arthur Case
Interprété par Gabriel Mann (VF : Mathias Casartelli)
Arthur est un cavalier qui fréquente la même écurie que Betty. Jeune et beau, elle semble séduite par le jeune homme mais leur relation n'ira pas plus loin et Betty arrêtera l'équitation.
Jimmy et Bobbie Barrett
Jimmy : Interprété par Patrick Fischler (VF : Vincent Violette)
Bobbie : Interprétée par Melinda McGraw (VF : Juliette Degenne)
Jimmy Barrett est un comique acide, engagé par Sterling Cooper pour une campagne de publicité pour des chips. Don doit le rencontrer quand celui-ci, ivre pendant un tournage, insulte ses commanditaires. Il est totalement sous le contrôle de sa femme, également son manager, Bobbie. Celle-ci entame rapidement une relation avec Don et ils se voient régulièrement. Une nuit alors qu'ils sont ivres, ils décident de partir à la plage et ont un accident de voiture. Don appelle alors Peggy pour les tirer de ce mauvais pas et Bobbie, légèrement blessée, se cache quelques jours chez Peggy. Quelque temps après, Bobbie révèle à Don qu'elle parle de lui avec ses amies, elles aussi anciennes conquêtes de Don. Furieux, celui-ci met un terme à leur liaison. Jimmy, habitué aux aventures extra-conjugales de sa femme, apprendra la liaison de Don et Bobbie et choisira d'ouvrir les yeux de Betty. Par vengeance, Don frappera Jimmy dans un club de jeu clandestin où ils se sont croisés par hasard.

#### Père John Gill
Interprété par Colin Hanks
Le père John Gill est un jeune prêtre arrivé dans la paroisse de la famille Olson. Il remarque rapidement que Peggy n'est pas réceptive à la messe et entre en contact avec elle. Ils deviennent peu à peu amis. Il demandera quelques conseils à Peggy sur la façon de tourner ses discours, utilisant ses talents de rédactrice. Mais il prendra ses distances en apprenant qu'elle a eu un enfant hors mariage qu'elle a abandonné.

### Saison 3
Suzanne Farrell
Interprétée par Abigail Spencer (VF : Julie Dumas)
Suzanne est l'ancienne institutrice de Sally. Après plusieurs rencontres fortuites, Don et elle finissent par entamer une liaison. Il passera alors beaucoup de temps chez elle, prétextant travailler pour Hilton. Elle le présentera même à son frère. Les amants décident de partir en week-end alors que Betty et les enfants sont absents. Ils s'arrêtent alors devant chez Don récupérer sa valise, mais il a la surprise de trouver sa famille chez lui. En réalité, Betty vient de découvrir la fausse identité de Don et l'attend pour le confronter. Suzanne l'attendra alors des heures dans la voiture avant de rentrer chez elle. Don, sentant sa vie de famille menacée, rompra avec elle le lendemain.
Conrad Hilton
Interprété par Chelcie Ross
Connie Hilton est le fondateur de la chaîne hôtelière Hilton. Don le rencontre lors d'une garden party, où il lui sert un verre sans savoir de qui il s'agit. Connie, impressionné par le personnage, l'appelle pour sa campagne de publicité. Une relation particulière va s'installer entre eux, Conrad sollicitant sans cesse Don même au milieu de la nuit. Celle relation va finalement être rompue à la fin de la saison 3.

### Saison 4

#### Bethany Van Nuys
Bethany est une amie de Jane Sterling et se retrouve à un rendez-vous arrangé avec Don fraîchement divorcé. Ils se voient plusieurs fois mais sans qu'il ne se passe rien de sérieux entre eux. Betty assistera malgré elle à un de leurs dîners et pensera qu'il s'agit de sa future épouse.

#### Stéphanie Draper
C'est la nièce d'Anna, âgée de 18 ans. Don la connaît depuis qu'elle est enfant. Il tentera de la séduire mais sera éconduit. C'est elle qui lui annoncera le cancer d'Anna, puis son décès à la fin de la saison.

#### Allison
Interprétée par Alexa Alemanni (en).
Allison est la secrétaire de Don au début de la saison. Un soir il rentre chez lui ivre après une fête de Noël et oublie les clefs de son appartement au bureau. Il demande à Allison, encore présente, de les lui ramener. Il la séduit rapidement sur son canapé et couche avec elle (épisode 41, Christmas Comes But Once a Year). Cela crée plus tard une tension notable dans leurs relations professionnelles lorsque Don se comporte comme si rien ne s'était passé. Confuse et le cœur brisé, Allison décide qu'elle ne peut plus travailler pour Don ou la firme, et demande à Don d'écrire une lettre de recommandation pour un autre poste. Mais quand son insensibilité la blesse, Allison devient profondément bouleversée et elle lui jette un cendrier en laiton. Don est visiblement secoué par la rencontre, et Allison est remplacée par son ancienne secrétaire temporaire Joan, qui laisse entendre qu'elle a parfaitement compris la situation. Don tente ensuite d'écrire une lettre d'excuses à Allison, mais renonce (épisode 43, The Rejected).

#### Faye Miller
Interprétée par Cara Buono
Faye est une psychologue chargée des sondages auprès des consommateurs avec qui l'agence travaille fréquemment. Don et Faye finissent par se lier d'amitié, ayant sensiblement le même âge, et cette amitié se transforme finalement en liaison. Alors que tout a l'air de fonctionner entre eux, Don est pris d'une crise de panique devant ce qu'il croit être des policiers et révèle une partie de son secret. Le lendemain, Sally fait irruption dans le bureau de Don et celui-ci la confie alors à Faye pour la garder. Tout se passe bien, mais Faye lui révèle qu'elle est inexpérimentée avec les enfants et on comprend qu'elle n'est pas à l'aise. Lorsque Sally fait une crise au bureau pour ne pas retourner chez sa mère, Don va à nouveau solliciter Faye pour la raisonner, en vain. Sally n'accepte pas Faye. Leur relation en sera effritée mais se poursuit. Quelque temps après, Don décide de partir en Californie avec ses enfants et à la suite du renvoi de la nounou Carla, il engage à la dernière minute sa nouvelle secrétaire Megan pour garder les petits. Il tombe amoureux d'elle au cours du séjour et appelle Faye en rentrant pour lui annoncer qu'il se fiance avec Megan.

#### Megan Calvet
Interprété par Jessica Paré
Megan est la jolie réceptionniste de SCDP. À la mort d'Ida Blakenship, elle prend la place de secrétaire de Don Draper. C'est naturellement dans ses bras et sans la connaître que Sally se consolera lors de sa petite crise au bureau. Un soir, prétextant s'intéresser au travail de Don, Megan le séduit et couche avec lui en lui assurant sa discrétion et un comportement différent de celui d'Allison. Quelque temps après, Don décide de partir en Californie avec ses enfants et à la suite du renvoi de Carla, il engage Megan à la dernière minute pour venir avec lui garder les enfants. Au cours des vacances, ils tombent amoureux. Don lui avoue se sentir lui-même en sa présence et pour cela, il la demande en mariage avec la bague qu'Anna lui avait précédemment offerte.

### Saison 5

#### Marie Calvet
Marie est la mère de Megan, et parle comme elle l'anglais et le français. Elles ne semblent pas proches car Megan est très aimée par son père. De plus, elle pense que Megan n'a aucun talent. Elle et son mari décident de passer quelques jours à NY chez leur fille. Ainsi, elle accompagne SCDP à une soirée professionnelle au cours de laquelle elle rencontre Roger. Elle lui fait des avances poussées et on la verra avoir des relations sexuelles avec lui au cours de cette même soirée.

#### Emile Calvet
Père de Megan, c'est un Docteur/Chercheur.

#### Howard
Passager dans le même train que Pete Campbell, c'est un courtier en assurance vie et il lui confie régulièrement ses aventures bien qu'il soit marié à une certaine Beth. Il découvrira la liaison de sa femme et Pete lorsque celui-ci, écœuré par son comportement, la lui révèlera indirectement.

#### Beth
Femme délaissée d'Howard, elle fera la rencontre de Pete un soir alors qu'elle attendait en vain son mari. Ils finissent par entamer une liaison d'un soir et Pete tombe amoureux d'elle. Mais Beth ne veut pas entretenir une relation adultère de longue durée et met fin aux demandes de Pete. Elle lui apprendra finalement que son mari l'envoie dans une clinique subir des électrochocs afin de la soigner de sa dépression. Ainsi, elle oubliera son souvenir et ira de l'avant. Pete ira la voir à l'hôpital et découvrira qu'elle l'a en effet oublié ce qui le mettra hors de lui.

#### Michael Ginsberg
Roger confie à Peggy la tâche d'embaucher un créatif pour leur nouveau contrat avec Mohawk Airlines. Le seul candidat valable est juif, ce qui fait beaucoup après l'embauche d'une secrétaire noire. Cependant, Peggy n'est pas convaincue car bien que doué, il semble avoir un comportement peu professionnel. Don s'avère séduit lors de sa rencontre, au cours de laquelle il a adopté un comportement totalement différent d'avec Peggy. Au cours de la saison, Don découvre l'étendue de son talent et l'intègre dans la campagne Jaguar, la plus grosse à ce jour de l'agence.

### Saison 6

#### Sylvia Rosen
Voisine habitant l'étage en dessous des Draper, elle est femme au foyer et mère d'un fils de 19 ans qui ne vit plus chez elle. Elle s'entend très bien avec Megan et l'affection est réciproque. Néanmoins, elle devient la maîtresse de Don qu'elle invite chez elle dès que son mari est au travail. C'est cependant elle qui finira par mettre un terme à cette liaison, ne supportant plus de vivre ainsi. Dès lors, Don et elle ne s'adresseront plus la parole. Mais lorsque Don apprend que le fils de Sylvia est obligé d'aller faire la guerre au Vietnam, il fera jouer ses relations pour empêcher que cela se produise. Sylvia en pleure de joie. On voit qu'elle reprend alors sa relation avec Don lorsque Sally les surprend chez elle en plein ébats.

#### Arnold Rosen
Voisin habitant l'étage en dessous des Draper, il est médecin et père d'un fils de 19 ans. Dévoué au travail, il s'absente souvent et délaisse sa femme. Il se confie souvent à Don qu'il semble réellement apprécier, et surtout lorsque son fils évitera la guerre.